# Referendum costituzionale in Romania del 1991
Il referendum costituzionale del 1991 in Romania si è svolto l'8 dicembre 1991.
In seguito alla Rivoluzione romena del 1989 che portò al crollo del regime comunista, gran parte della costituzione della Repubblica Socialista di Romania del 1965 fu sospesa, anche se alcune parti rimasero in vigore fino all'adozione della nuova Carta costituzionale il 21 novembre 1991 da parte dell'Assemblea costituente.
La nuova Costituzione della Romania fu poi sottoposta a referendum popolare ed approvata dal 79,1% dei votanti.

## Risultati
| Preferenza                    | Voti     | %     |
| ----------------------------- | -------- | ----- |
| Sì                            | 8464624  | 79,1  |
| No                            | 2235085  | 20,9  |
| Voti validi                   | 10699709 |       |
| Schede bianche/nulle          | 248759   |       |
| Totale votanti                | 10948468 | 100,0 |
| Elettori registrati/affluenza | n.d.     | 67,3  |
| Fonte: Nohlen & Stöver        |          |       |